# Wabua
Wabua là một chi nhện trong họ Stiphidiidae.